# Luehdorfia
Luehdorfia és un gènere de lepidòpters papilionoïdeus de la família dels papiliònids (Papilionidae) propi d'Àsia Oriental.
El nom es deu a Friedrich August Lühdorf, un negociant de Bremen que va fer una expedició comercial al Japó el 1854, i el posà Crüger el 1878.

## Taxonomia
El gènere Luehdorfia inclou quatre espècies pròpies de l'Extrem Orient:
- Luehdorfia chinensis - Xina[3]
- Luehdorfia japonica - Japó, Xina, Taiwan
- Luehdorfia puziloi - Manxúria, Ussuri, Corea del Nord, Japó, Kurils.
- Luehdorfia taibai - Xina